# Lobotomie

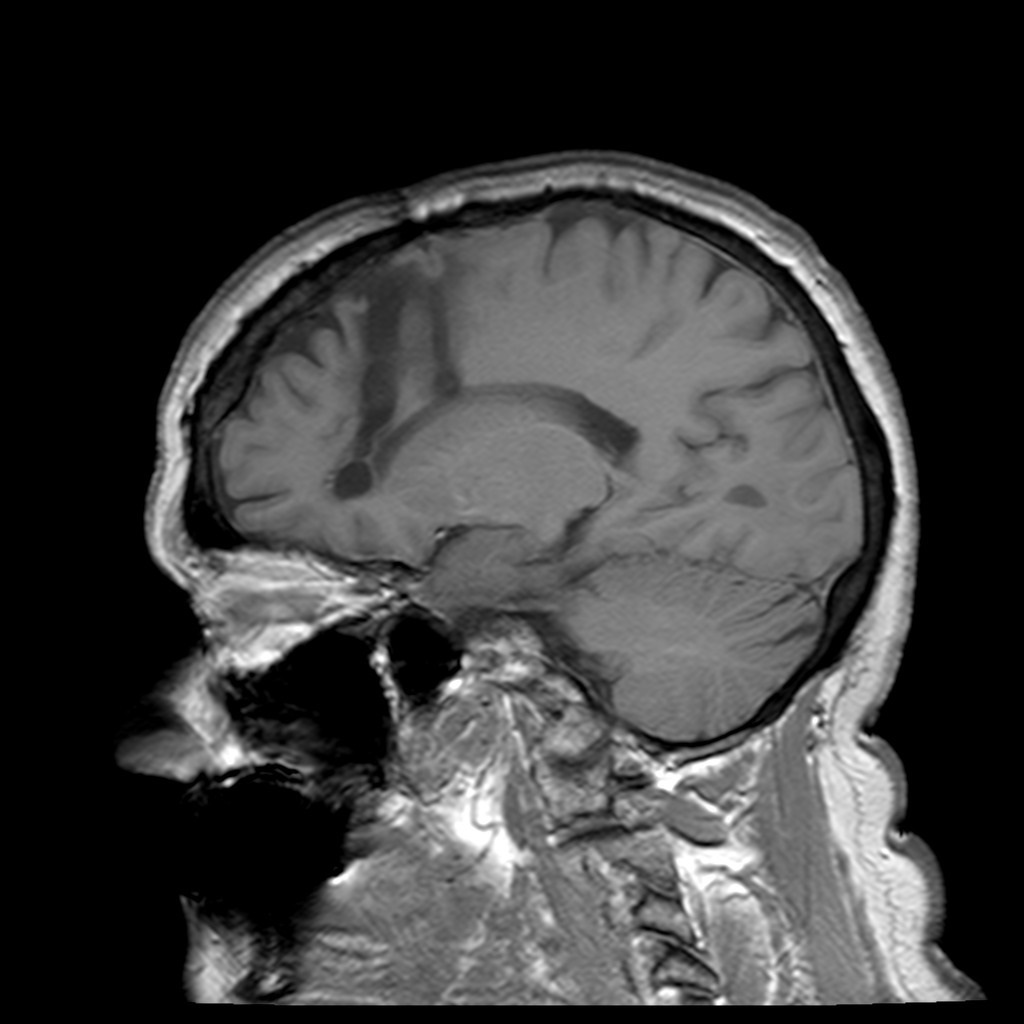
MRI-scan van schedel na lobotomie

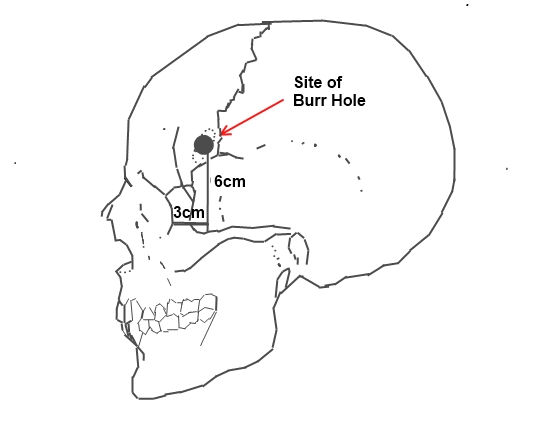
Locatie waar lobotomie werd toegepast

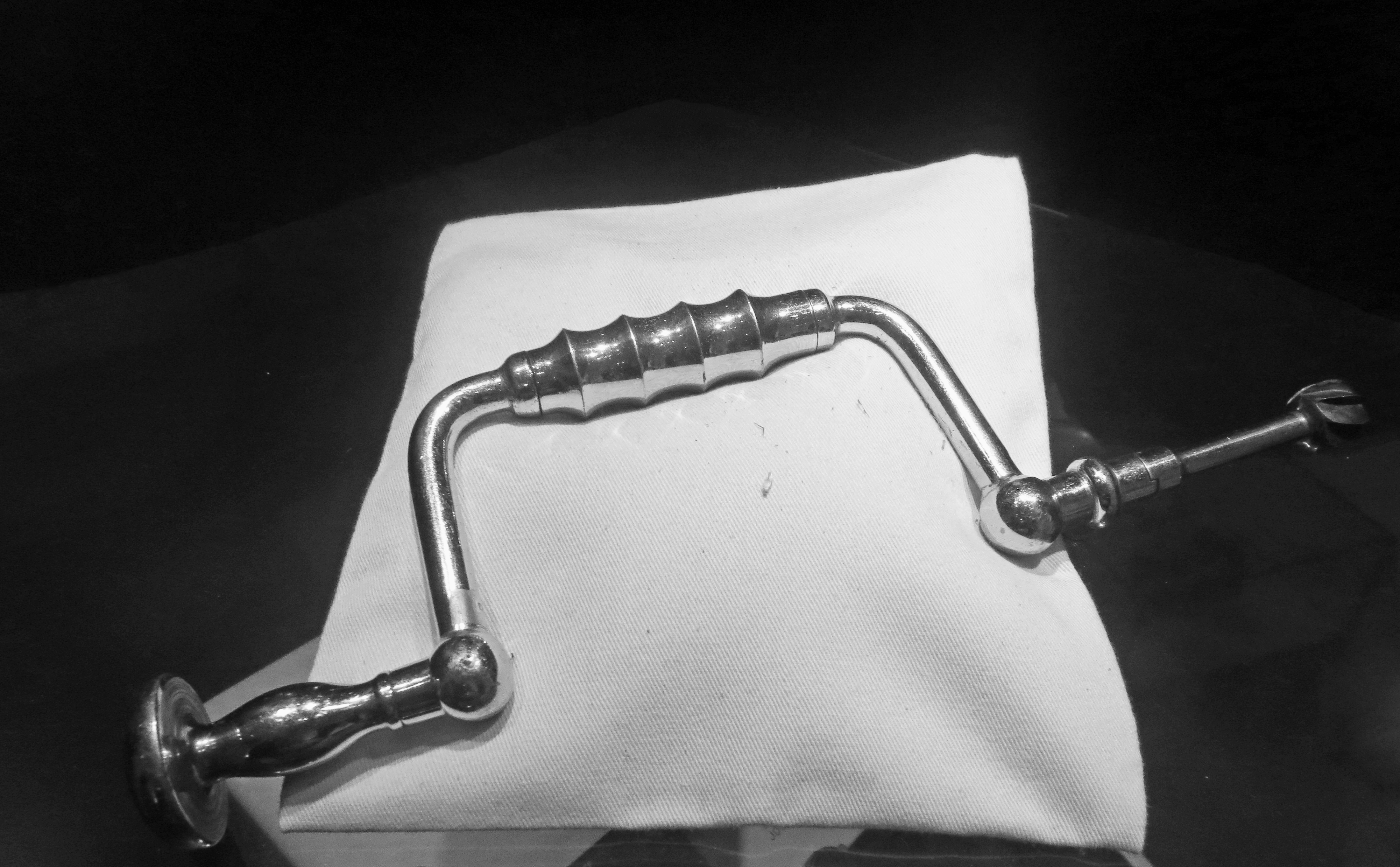
Boor gebruikt voor lobotomie

Lobotomie (ook wel: leukotomie) is een chirurgische operatie die rond het midden van de 20e eeuw werd toegepast. Tijdens de ingreep wordt de verbinding van het voorhoofdsgedeelte van de hersenen en de rest van de hersenen en het zenuwstelsel door een insnijding bijna geheel verbroken. De chirurg boorde eerst twee gaten in de schedel van de plaatselijk verdoofde patiënt en maakte de incisie in de hersenen. Later ontstond een snellere, 'transorbitale' methode zonder boren: een instrument werd onder plaatselijke verdoving boven de oogbol, onder het ooglid door, de schedel in gedreven en dan in de hersenen heen en weer bewogen.

## Werking en indicatiegebied
De frontale hersenkwabben hebben een functie in "zelfsturendheid" en in het tot uiting komen van de eigen persoonlijkheid. Met lobotomie werd geprobeerd psychische stoornissen zoals schizofrenie te verhelpen, maar de effecten bleken onvoorspelbaar en hadden veel bijwerkingen. Hoewel tot in de jaren tachtig in Frankrijk en Denemarken nog enkele lobotomieën plaatsvonden, wordt de ingreep sinds de jaren zestig als barbaars beschouwd.
De criteria waaraan een patiënt moest voldoen waren tamelijk streng; in aanmerking kwamen depressie met risico op zelfmoord, chronische angststoornissen, en obsessieve-compulsieve aandoeningen die de patiënt verhinderden te functioneren. De oorspronkelijke methode was grof, maar naderhand werd de procedure verbeterd en werden veel kleinere delen doorgesneden.

### Patiënten
Hoewel de lobotomie dus bedoeld was om bepaalde psychische klachten te bestrijden, valt het in de aantallen op dat een grote groep patiënten bestond uit vrouwen en kinderen. Veel van de mensen die een lobotomie ondergingen werd niet gevraagd om toestemming; ouders en echtgenoten konden vragen om een lobotomie zonder dat de patiënt hier inspraak in had.
Rosemary Kennedy, de zus van de latere president John F. Kennedy, is wellicht de bekendste persoon die een lobotomie onderging. Ook Rosemary werd niet gevraagd of ze akkoord ging met de lobotomie. Haar vader, die al politieke ambities had en haar broers klaarstoomde voor een carrière in de politiek, zag haar als een bedreiging voor deze plannen. Rosemary kon door een zuurstoftekort bij haar geboorte moeilijk meekomen met haar intelligente familie en werd daarom uit de spotlight gehouden. Toen Walter Freeman, een arts die veel lobotomieën had gedaan, dit als oplossing aanbood, greep haar vader dit met beide handen aan. Haar moeder zou later ontkennen op de hoogte te zijn. De gevolgen van de behandeling waren catastrofaal. Rosemary kon direct na de ingreep niet meer lopen, niet meer spreken en moest maanden fysiotherapie krijgen om het gebruik in een van haar armen terug te krijgen. Toen haar moeder haar na twintig jaar eindelijk bezocht, viel ze haar fysiek aan, ondanks dat ze voor de lobotomie als een warme persoonlijkheid werd omschreven.
In 1951 werd geschat dat 18.000 mensen in Amerika een lobotomie hadden ondergaan. Een jaar eerder werd een schatting gedaan dat wereldwijd 10.000 mensen de ingreep hadden gehad, maar deze schatting lijkt dus aanzienlijk aan de lage kant. Latere schattingen gaan er van uit dat in Amerika in totaal zo'n 50.000 van deze behandelingen zijn uitgevoerd. In Zweden werden meer dan 4500 lobotomieën gedaan. De aantallen in Nederland zijn veel kleiner. Men schat dat een 200-tal van deze ingrepen werden uitgevoerd in de periode voor 1972. Door een veelvoud aan terugvallen van behandelde patiënten en kritiek op bestaand onderzoek begon men kritischer naar de behandelmethode te kijken.

#### Bekende patiënten die een lobotomie ondergingen
- Rosemary Kennedy geb. 1918 (onderging deze in 1941: meervoudig gehandicapt) †2005
- actrice Frances Farmer geb. 1913 (onderging deze mogelijk, rond 1950)  †1970
- acteur Warner Baxter geb. 1889 (onderging deze in 1951, in de hoop de pijn van artritis te verzachten) †1951
- actrice en presidentsvrouw Eva Perón geb. 1919 (onderging deze in 1952) kankerpatiënt: †1952
- zanger Dickie Pride geb. 1941 (onderging deze in 1967) †1969 (27)

## Ontwikkeling en toepassing

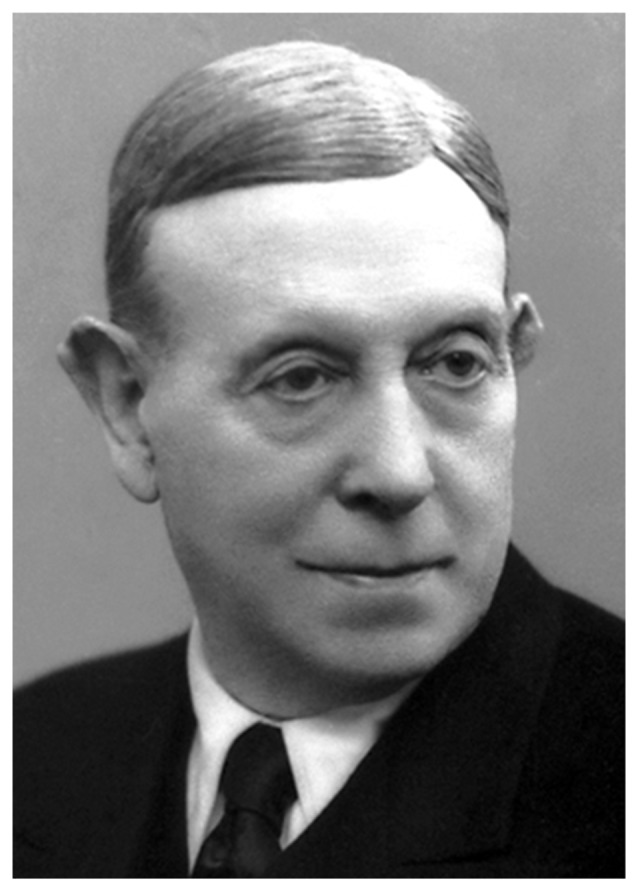
Nobelprijswinnaar Moniz

De eerste systematische experimenten door de neuroloog António Egas Moniz en de chirurg Almeida Lima van de Universiteit van Lissabon dateren van 1935, waarbij de frontale cortex en de rest van de hersenen werd doorgesneden. De resultaten waren tamelijk goed, in het bijzonder bij de behandeling van ernstige depressie, hypochondrie, en angst- of dwangstoornissen, hoewel sterke persoonlijkheidsveranderingen optraden en 4 procent van de patiënten de operatie niet overleefde. Ondanks deze risico's werd de methode vooral in de VS met enthousiasme begroet als behandelwijze voor anders onbehandelbare aandoeningen. Rond 1937 hadden Moniz en de zijnen zo'n 40 lobotomieën uitgevoerd en werd het een beroepsstandaard. Moniz kreeg in 1949 zelfs een Nobelprijs. Zijn methode wordt doorgaans 'lobotomie' genoemd, hoewel dit eigenlijk een term is voor een breder scala aan chirurgische procedures.
Lobotomie werd in de Verenigde Staten op grotere schaal toegepast met gebruik van een nieuwe techniek die ontwikkeld was door Walter Freeman. Hij bedacht de transorbitale lobotomie, een methode zonder schedelboring. De patiënt werd eerst met een elektroshock bewusteloos gemaakt, vervolgens werd een ijspriem via een oogkas zeven centimeter diep de hersenen in geslagen. Vanaf 1945 tot 1960 prees hij orbitale lobotomie aan als effectieve behandelmethode. De nieuwe, relatief eenvoudige ingreep duurde nog maar een paar minuten en kon overal, ook buiten een operatiekamer, worden uitgevoerd. Hierdoor werd de lobotomie enige tijd gezien als een algemeen bruikbare behandelmethode voor allerlei problemen, zoals zelfs wangedrag van kinderen. Uiteindelijk hebben in de VS ca. 40.000, in het Verenigd Koninkrijk ca. 17.000 en in Scandinavië ca. 9300 mensen deze specifieke operatie ondergaan, zonder dat er serieus wetenschappelijk onderzoek naar de effectiviteit van de methode was gedaan.
Lobotomie wordt niet langer toegepast, omdat resultaten slechter bleken dan aanvankelijk gerapporteerd werd. In veel landen waaronder Nederland is lobotomie verboden. In de Sovjet-Unie, Duitsland en Japan kwam er reeds in de jaren 1950 een verbod. Noorwegen kende een schadevergoeding toe aan nog levende slachtoffers van lobotomie. De methode bleef in een lichtere vorm toegepast worden in onder meer Spanje en het Verenigd Koninkrijk. De nieuwe versie wordt cingulotomie genoemd, hersenweefsel wordt weggebrand met elektriciteit.

## Lobotomie in literatuur en film
In de literatuur is lobotomie verwerkt in onder meer One Flew Over the Cuckoo's Nest door Ken Kesey. In deze roman uit 1962, die in 1975 werd verfilmd door Miloš Forman, wordt impliciet forse kritiek op de psychiatrie geuit, met lobotomie van de hoofdpersoon als aangrijpend voorbeeld. Suddenly, Last Summer is een Amerikaanse film uit 1959 onder regie van Joseph L. Mankiewicz, gebaseerd op een toneelstuk van Tennessee Williams, waarin een chirurg een lobotomie weigert op een vrouw met waanideeën sinds de gruwelijke moord op haar neef. In de film Frances uit 1982 wordt op een gruwelijke manier een lobotomie getoond. De film is gebaseerd op het leven van actrice Frances Farmer. Haar opstandigheid werd geïnterpreteerd als een psychische stoornis. De film zou evenwel op dat punt niet waarheidsgetrouw zijn. Zij zou nooit zo'n behandeling ondergaan hebben. In de Franse oorlogsfilm Un amour à taire uit 2005 wordt lobotomie door de nazi's toegepast in concentratiekamp Dachau bij experimenten om het gedrag van homoseksuelen te veranderen. In de Amerikaanse film Shutter Island, met Leonardo DiCaprio in de hoofdrol, kiest de hoofdpersoon vermoedelijk bewust voor lobotomie. Een Amerikaanse fantasiefilm Sucker Punch uit 2011 toont toepassing van lobotomie om de hoofdpersoon het recente verleden en haar eigen identiteit te laten vergeten. 
In seizoen 2 van de dramaserie American Horror Story wordt een lobotomie bij een vrouw toegepast om haar te helpen bij haar schizofrenie. In het boek Alabama Song van Gilles Leroy over het echtpaar Fitzgerald (van The Great Gatsby) wordt er lobotomie toegepast op de vrouw van F. Scott Fitzgerald, Zelda Fitzgerald. Ook in de series Prison Break, Cold Case, Ratched en Jeffrey Dahmer worden lobotomieën toegepast. In de serie BoJack Horseman ondergaat Honey Sugarman een lobotomie na het verliezen van haar zoon, Crackerjack Sugarman, in de Tweede Wereldoorlog. 
In het lied Lobotomie van The Amazing Stroopwafels wordt om de ingreep gevraagd om een geliefde te kunnen vergeten.